# Яковенко, Марк Григорьевич
Марк Григорьевич Яковенко (15 апреля 1907, с. Михайловка, Херсонская губерния, Российская империя — 9 февраля 1963, Москва, СССР) — советский военный политработник ВМФ СССР, вице-адмирал (03.11.1951).

## Биография
Родился 15 апреля 1907 года в селе Михайловка, ныне   Казанковского района Николаевская области Украины. Окончил одногодичную школу для культурно-просветительских работников в Кривом Роге. Член ВКП (б) с 1927 года. С 1928 года - заведующий финансовым отделом в райисполкоме.

### Военная служба

#### Межвоенные годы
С октября 1929 года краснофлотец, курсант, младший командир машинной школы Морских сил Черного моря. С марта 1931 года — слушатель Курсов политруков в Севастополе. С июня 1931 года — преподаватель Объединённой школы Учебного отряда МСЧМ. С июля 1931 года — ответственный секретарь партбюро Одесской Военно-морской базы МСЧМ.
С декабря 1933 года — старший инструктор политотдела бригады заграждения и траления Морских сил Дальнего Востока, с января 1934 года — инструктор политотдела 1-й морской бригады МСДВ.  С марта 1934 года — военный комиссар 66-го зенитного артиллерийского дивизиона 2-й бригады ПВО МСДВ. С ноября 1935 года — военный комиссар отдельного дивизиона торпедных катеров, а с октября 1938 года — бригады торпедных катеров Тихоокеанского флота. Участник боевых действий у озера Хасан.
С октября 1938 года — слушатель Высших военно-политических курсов ВМФ СССР. С апреля 1939 года, после окончания Курсов, военный комиссар лёгкого крейсера «Киров» Балтийского флота. С июня 1939 года — член Военного совета Балтийского флота. На этой должности принял участие в Советско-финляндской войне. 21 апреля 1940 года, за образцовое выполнение боевых заданий Командования на фронте борьбы с финской белогвардейщиной и проявленные при этом доблесть и мужество, дивизионный комиссар Яковенко был награждён орденом Ленина.

#### Великая Отечественная война
С началом войны в прежней должности. В июле 1941 года освобождён от занимаемой должности и понижен в воинском звании до бригадного комиссара, привлечён к партийной ответственности и назначен с понижением «за примиренческое отношение к крупным недостаткам на БФ, проявленную личную панику в первые дни войны и непринятие им решительных мер по ликвидации панических настроений у подчиненных». С июля 1941 года — военный комиссар Военно-морской академии им. К. Е. Ворошилова. С августа 1941 года  — заместитель начальника политотдела Азовской военной флотилии. С сентября 1941 года — военный комиссар Отряда учебных кораблей на реке Волге. С января 1942 года — военный комиссар, заместитель по политчасти начальника Технического Управления ВМФ. 24 сентября 1942 года восстановлен в воинском звании дивизионный комиссар.
С июня 1943 года — член Военного совета Амурской флотилии. С 25 сентября 1944 года — контр-адмирал. В период Советско-японской войны участвовал в организации взаимодействия флотилии с войсками 2-го Дальневосточного фронта в боях на речных рубежах реки Амура, Сунгари, озера Хасан и в Маньчжурской стратегической операции. 14 сентября 1945 года, за образцовое выполнение заданий командования на фронте борьбы с японскими империалистами и проявленное при этом мужество и доблесть, контр-адмирал Яковенко был награждён орденом Нахимова I степени.

#### Послевоенное время
После войны в прежней должности. С декабря 1947 года — слушатель Курсов переподготовки политсостава при Военно-политической академии им. В. И. Ленина. С декабря 1948 года — старший инспектор по политорганам ВМС Главного политуправления ВМС. С мая 1950 года — заместитель по политчасти начальника Главного управления боевой подготовки Морского генерального штаба. С июля 1950 года — член Военного совета Северного флота. С 3 ноября 1951 года — вице-адмирал. Постановлением Совета Министров СССР от 23 апреля 1952 года снят с должности, как не справившийся с возложенными на него обязанностями. С июля 1952 года — заместитель по политчасти начальника Главного военно-морского строительного управления ВМС. С мая 1953 года — заместитель по политчасти начальника строительного управления ВМС. В августе 1952 года окончил заочно Военно-политическую академию им. В. И. Ленина. С сентября 1953 года — заместитель по политчасти начальника Военно-морского строительного управления Министерства обороны СССР.  С июля 1956 года вице-адмирал Яковенко в запасе.
Скончался 9 февраля 1963 года. Похоронен на Новодевичьем кладбище города Москвы.

## Награды
- два ордена Ленина (21.04.1940[5], 30.04.1954[5][6]);
- орден Красного Знамени (15.11.1950[6][7]);
- орден Нахимова I степени (14.09.1945)[8];
- орден Отечественной войны I степени (08.07.1945)[9];
- орден Красной Звезды (03.11.1944)[10]
  - медали в том числе:
  - «За оборону Ленинграда» (1945)[5];
  - «За оборону Сталинграда» (1946)[11];
  - «За победу над Германией в Великой Отечественной войне 1941—1945 гг.» (1945)[5];
  - «За победу над Японией» (10.04.1946)[12]